# Jon Olivares
Jon Olivares (Madrid, 25 de noviembre de 1988) es un actor español.

## Biografía
Jon Olivares nació en Madrid, pero cuando tenía 7 años su familia se mudó al barrio de Osintxu, en Vergara (Guipúzcoa). Pasaba los veranos en Canarias, de dónde es su familia paterna. Cursó estudios de magisterio en educación infantil y dio clases a niños con síndrome de Down antes de formarse como actor y dedicarse a la actuación teatral, principalmente con la compañía Taupada Antzerki taldea. En 2011, fue elegido auzoalkate (alcalde pedáneo) de  Osintxu, cargo que ocupó durante cuatro años.
Protagonizó en 2020 la miniserie de HBO Patria sobre el conflicto vasco. Posteriormente protagonizó Altsasu, y en 2023 la serie Los pacientes del doctor García.

## Filmografía
- "La isla de los faisanes" (2025)
- Detective Touré (2024) como La Rata.
- La ermita (2023) como Asier.
- Los pacientes del doctor García (2023) como Adrián Gallardo.
- Sagrada familia (2022) (Netflix) como Pedro.
- Desaparecidos  (2022)  (Amazon Prime) como Nano Reyes.
- Patria (2020) como Joxe Mari Garmendia Uzkudun.
- Altsasu (2020) como Urko Fernández de Bikuña.